# Buck Brown
Pour les articles homonymes, voir Robert Brown et Brown.
Robert Brown, dit Buck Brown (né le 3 février 1932 à Morrison et mort le 2 juillet 2007 à Olympia Fields) est un dessinateur humoristique américain. Il est connu pour sa collaboration avec Playboy, entamée en 1962 et poursuivie jusqu'à son décès.